# 国賀海岸

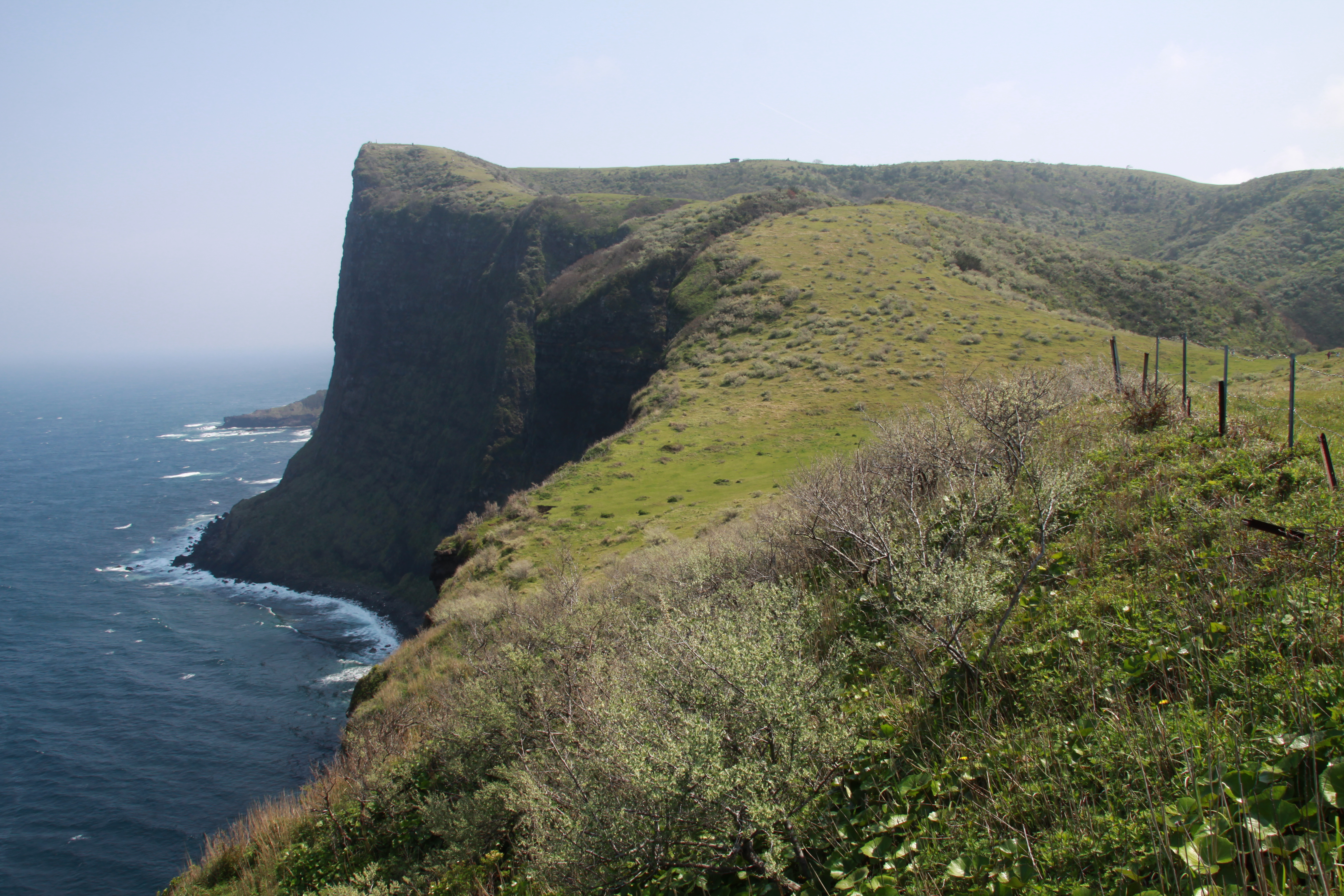
摩天崖

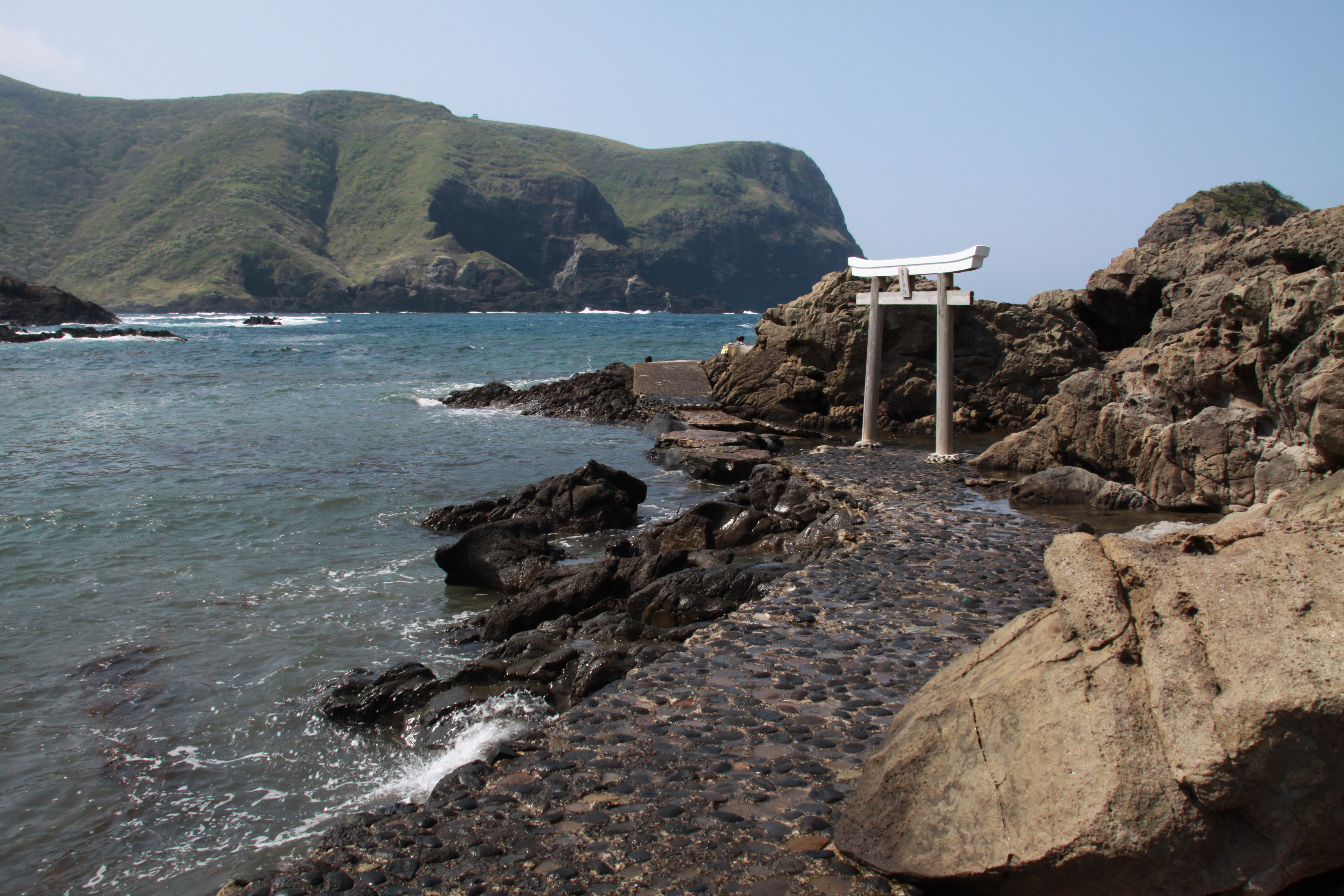
国賀神社の鳥居

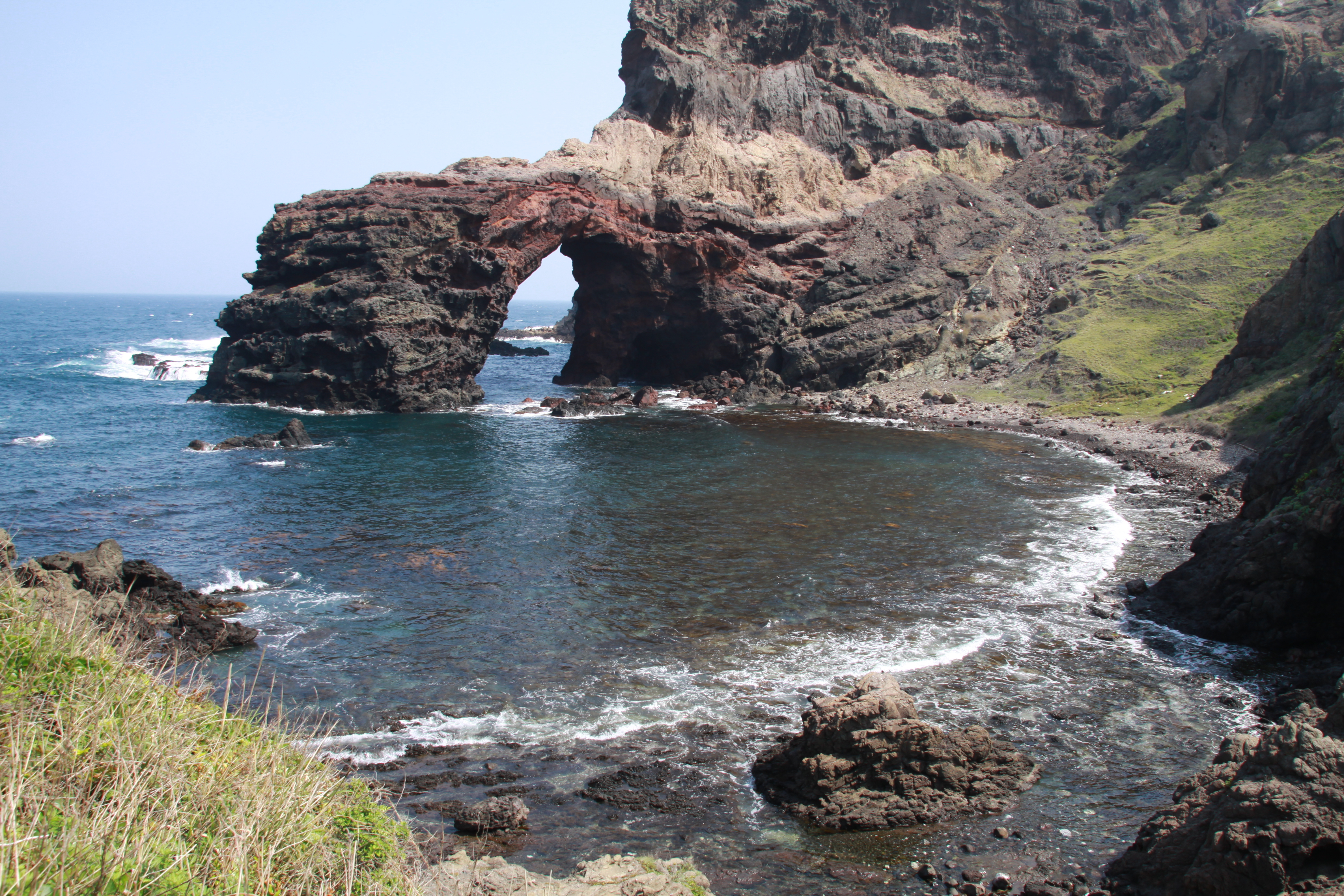
通天橋近影

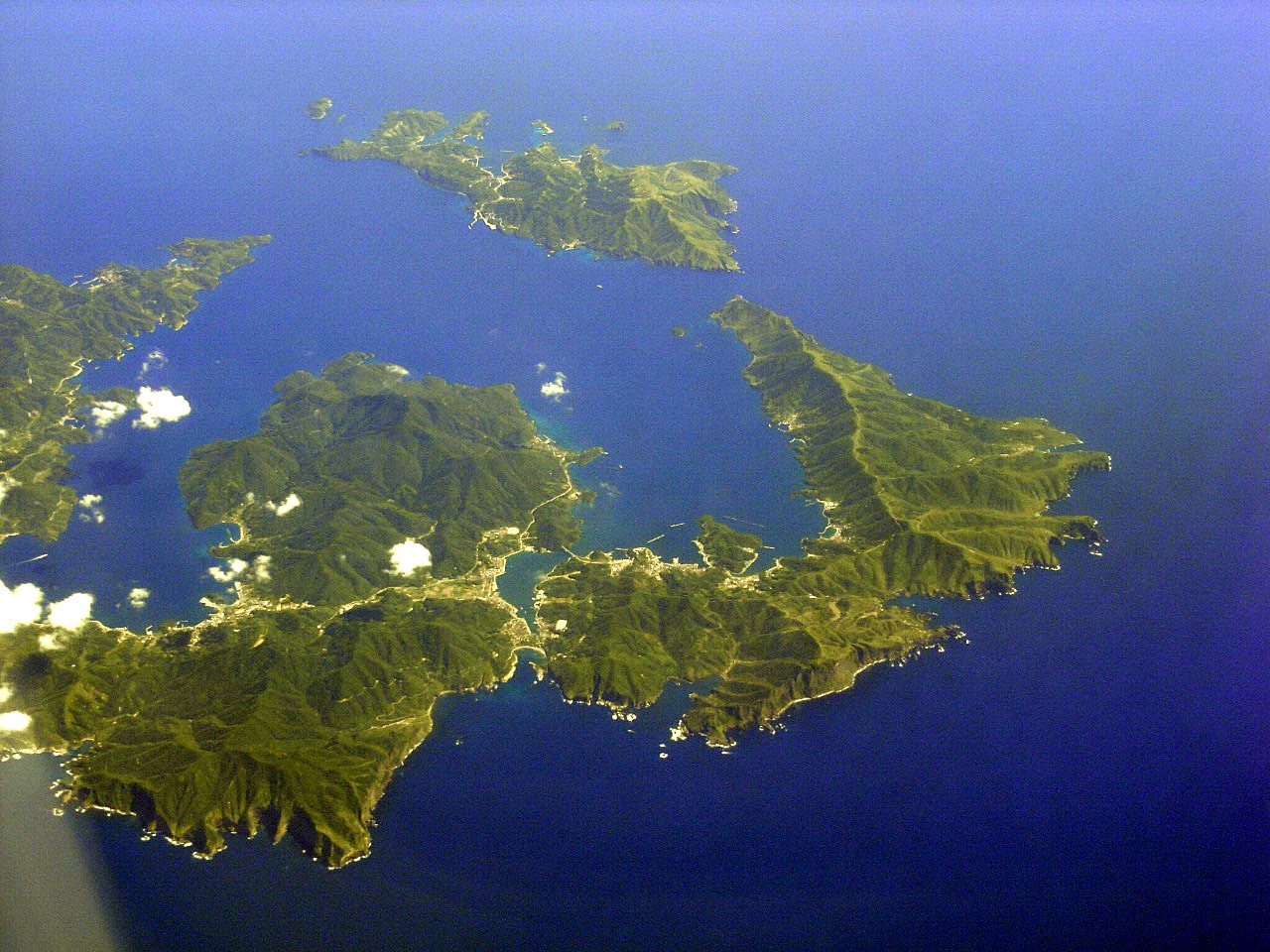
西ノ島北西部（手前）に断崖壁が続く

国賀海岸（くにがかいがん）は、隠岐諸島の西ノ島（島根県隠岐郡西ノ島町）北西部に位置する自然景勝地。昭和13年に国の名勝に指定、続いて昭和38年に国立公園に指定された。所在地をとって隠岐国賀海岸ともいわれる。

## 概要
約13キロに亘って200ないし250メートルの大規模な海蝕崖が発達する断崖絶壁で、特に高さ257メートルの摩天崖は国内最大級の海崖として知られ、同海岸の中心的存在となっている。崖の上には第二次世界大戦中日本海を航行する艦船の監視所が作られ、その跡が今も残っている。そのほか、鬼ヶ城、天然の洞門である通天橋など豪快にして勇壮、かつ大規模な奇勝が見られる。その一方で地上には牛馬が放牧されている牧草地となっており、非常に穏やかな光景を見せ、対比的な景観となっている。その東方には高さ100メートル級の東国賀海岸がある。
大山隠岐国立公園に指定されており、隠岐地域のハイライトの一つ。しかし、交通アクセスが不便なことなどもあり、周辺の観光施設等の数はそれほど多くない。

## 国賀海岸遊歩道
摩天崖から国賀浜にいたる直線距離約1キロメートル、高低差約250メートルにわたる遊歩道であり、上り60分・下り45分ほどかかるとされる。途中で摩天崖や通天橋の全貌を一望することができる。しかし時期により、放牧されている牛や馬の糞が落ちている場合があるので注意が必要。町営バスは下の国賀浜が終点となっている。読売新聞の遊歩百選に指定されている。

## アクセス
- 定期観光船（隠岐観光）
  - 海上から洞窟巡りができる。3月下旬-11月中旬のみ運航。
- 路線バス（西ノ島町営バス）
  - 2 - 5便／日。3月下旬-10月末のみ運行。

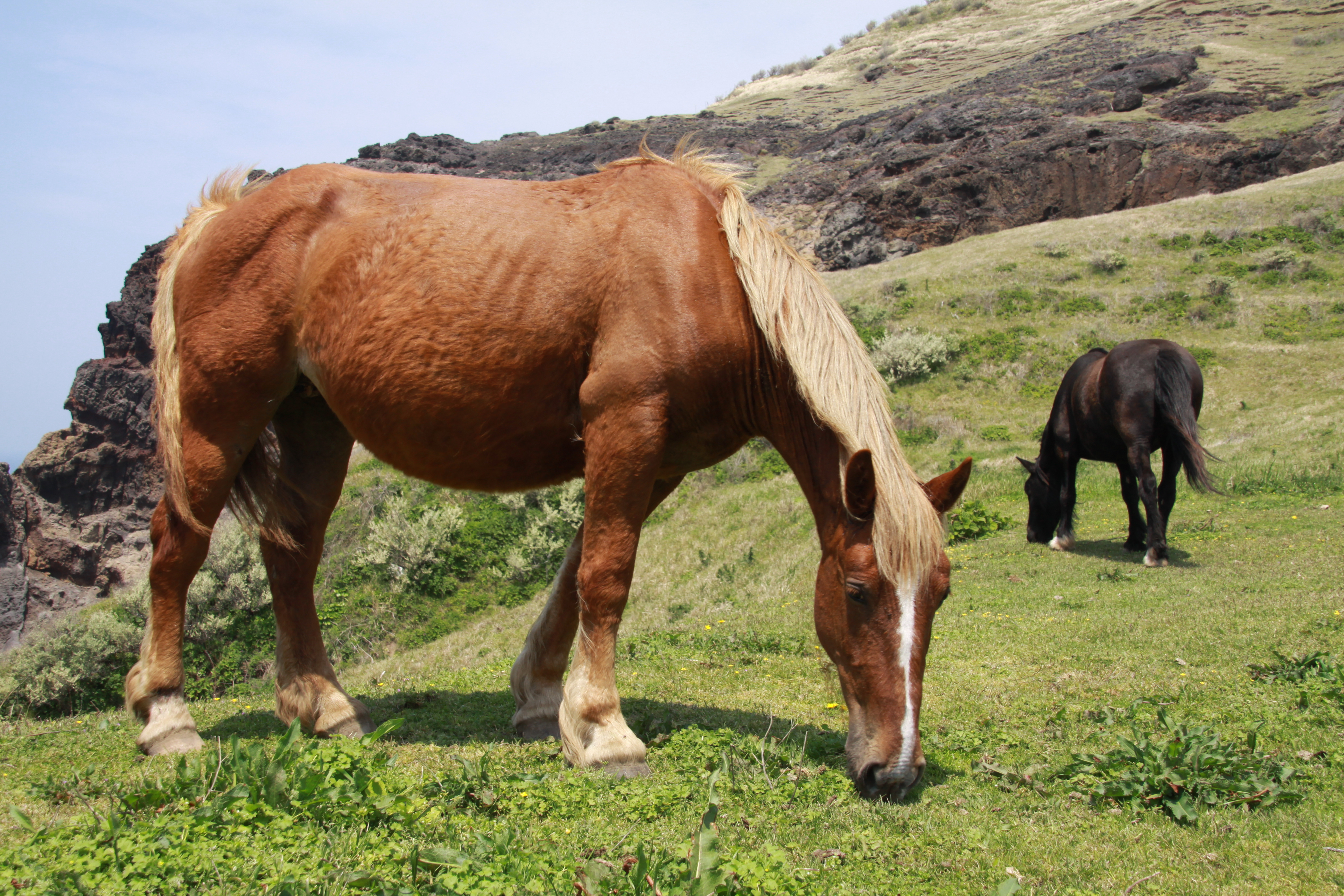
国賀海岸で放牧される馬